# Sneakernet

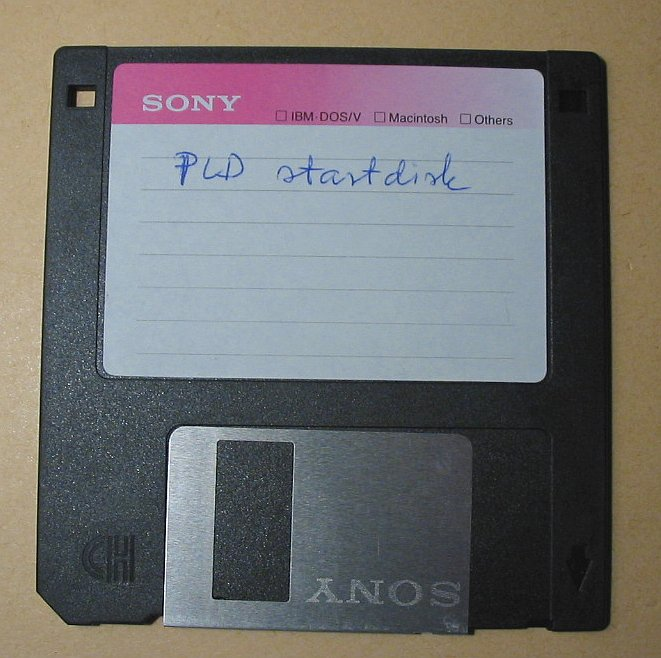
Le transfert de fichiers via disquette(s) était une pratique courante avant la démocratisation des réseaux informatiques.

Le Sneakernet (ou ‘'Tennis-Net'’, ‘'Armpit-Net’', ‘'Floppy-Net'’ ou ‘'ShoeNet'’) est une méthode de transfert de fichier sans réseau informatique, qui fonctionne par exemple par l'intermédiaire de clés USB ou de disques durs externes.
Dans certains cas, ce type de transport peut être plus rapide qu'internet : ainsi pour transférer un fichier de 10 To avec une connexion ADSL de 16 Mb/s, et un débit montant maximum de 1 Mb/s, il est parfois plus rapide d'envoyer un disque dur de 10 To contenant le fichier à son correspondant.

Historiquement, on utilisait souvent des outils logiciels de découpage de fichier pour pouvoir transférer par disquettes.
Ce procédé est également protégé de toute surveillance car chaque périphérique de stockage ne peut être suivi. De multiples notions reposent sur ce principe ou l'utilisent de manière indirecte : Dead Drop, copie privée…